# جولة فورميشن العالمية
جولة فورميشن العالمية أو ذا فورميشن وورلد توور (بالإنجليزية: The Formation World Tour)‏ هي سابع جولة موسيقية للمغنية الأمريكية بيونسيه من أجل تعزيز ألبومها الإستديو السادس، ليمونيد. أعلن عن الجولة بعد ظهور بيونسيه ضيفة شرف في حفل سوبر بول 50 هاف تايم شو. بدأت الجولة في 27 أبريل 2016 وانتهت في 7 أكتوبر 2016 حيث تضمنت 49 عرضا في كلا من أمريكا الشمالية وأوروبا.
تتكون ساحة المسرح من شاشة LED ضخمة على شكل متوازي مستطيلات تتحرك بشكل دائري يصل ارتفاعها إلى 60 قدما يُشار إليها باسم "Monolith" من قبل المصممين، ومنصة عرض أزياء تمتد على شكل حرف "L". حصل العرض على تقييمات ايجابية كثيرة حيث مدح النقاد قدرتها المسرحية والصوتية.
صُنفت الجولة رقم 1 و2 على مخطط أفضل 100 جولة حفلات موسيقية لعام 2016 في أمريكا الشمالية، حيث حققت أرباح بلغت 137 مليون دولار من أول 25 عرض فقط.

## خلفية
في 6 فبراير 2016 أصدرت بيونسيه أغنية «فورميشن» مجانا على خدمة بث الموسيقى تايدل مع الفيديو الرسمي على يوتيوب. في 7 فبراير أدّت بيونسيه الأغنية في حفل سوبر بول 50 هاف تايم شو. وبعد ذلك على الفور تم عرض إعلان عن جولة حفلات فورميشن والتي كانت سوف تبدأ في مدينة ميامي بتاريخ 27 أبريل 2016. تعاونت بيونسيه مع شركة تي. إتش. إكس بهدف توفير أعلى مستوى من جودة الصوت طوال مدة الجولة وتقديم معجبيها أفضل تجربة ممكنة.

## المنصة
| |  |  |
| النقطة المحورية في المنصة الرئيسية كانت عبارة عن مكعب متناوب طوله 60 قدمًا يطلق عليه "Monolith" (يمين). تُملأ المنصة الأخرى ب 2000 جالون من المياه في نهاية العرض، حيث تؤدي بيونسيه وراقصوها (يسار). |  |  |

وصف كبير مديري المشاريع بريان ليفين المنصة لجولة حفلات فورميشن بأنها شئ يتجاوز كل التوقعات لما يمكن تحقيقه في ملعب جولة حفلات، حيث صنع التصميم بأكمله بطريقة مخصصة لخلق تجربة مميزة لبيونسيه ومعجبيها. تم تصميم ساحة المسرح من قبل إس دفلين. حيث تضمنت شاشة مكعبة طويلة عرفت باسم Monolith يبلغ طولها 60 قدما مصنوعة من جدران شاشة فيديو، صرحت دفلين قائلةً أنها أرادت الشاشة أن تكون أطول شئ في الملعب. كما أضافت أن بيونسيه كانت منخرطة بشدة في عملية تصميم المنصة. يتكون العرض من ثلاث مقاطع، حيث مع انتهاء كل مقطع تبدأ الشاشة المكعبة بالدوران، تستغرق حوالي 4 دقائق لتكمل دورة كاملة.
كما تضمنت ساحة المسرح منصة عرض أزياء تحتوي على جهاز مشي وتمتد على شكل حرف "L" حيث تصل المنصة الرئيسية بالمنصة الأخرى التي تمتلئ ب 2000 جالون من المياه كما صمم جهاز المشي ليكون مقاوما للماء في حالة حدوث أمطار في الملاعب المفتوحة. مع بداية المقطع الأخير من العرض تمتلئ أرضية المنصة الأخرى بالماء حيث يستغرق 10 دقائق ليمتلئ سطحها بالكامل بدون أن يلاحظ الجمهور. كانت فكرة المياه على سطح المنصة الأخرى مستوحاة من أغنية «فوروارد» من ألبوم ليمونيد، حيث تمثل الأغنية نقطة تحول من الغضب إلى المسامحة.